# Wilstead
Wilstead är en ort i Storbritannien.   Den ligger i kommunen Borough of Bedford i  riksdelen England, i den södra delen av landet, 70 km norr om huvudstaden London. Wilstead ligger 41 meter över havet och antalet invånare är 2 013.
Terrängen runt Wilstead är platt. Runt Wilstead är det ganska tätbefolkat, med 248 invånare per kvadratkilometer. Närmaste större samhälle är Bedford, 6,1 km norr om Wilstead. Trakten runt Wilstead består till största delen av jordbruksmark.